# 越谷市立大袋小学校
越谷市立大袋小学校（こしがやしりつ おおぶくろしょうがっこう）は、埼玉県越谷市大竹にある公立小学校。

## 沿革
- 1873年4月1日 - 大竹学校として開校
- 1886年12月1日 - 尋常小学大竹学校に改称
- 1941年4月1日 - 大袋国民学校に改称
- 1947年4月1日 - 大袋村立大袋小学校に改称
- 1954年11月1日 - 越谷町立大袋小学校に改称
- 1958年1月3日 - 越谷市立大袋小学校に改称
- 1971年4月1日 - 越谷市立桜井小学校、越谷市立大沢小学校、越谷市立大袋小学校、越谷市立新方小学校、越谷市立増林小学校を分離して越谷市立大沢北小学校を開設
- 1971年7月13日 - 校歌制定
- 1972年4月1日 - 越谷市立大袋北小学校を分離
- 1973年4月1日 - 越谷市立北越谷小学校を分離
- 1974年4月1日 - 越谷市立大袋東小学校を分離[1]

## 教育目標
「健康を笑顔に表す白梅の子」
- 汗が光る子
- 進んで学ぶ子
- 思いやりのある子[2]

## 通学区域
- 大竹 - 一部
- 大道 - 一部
- 恩間 - 一部
- 南荻島 - 一部
- 西大袋土地区画整理事業地内 - 一部[3]